# 大森貴洋

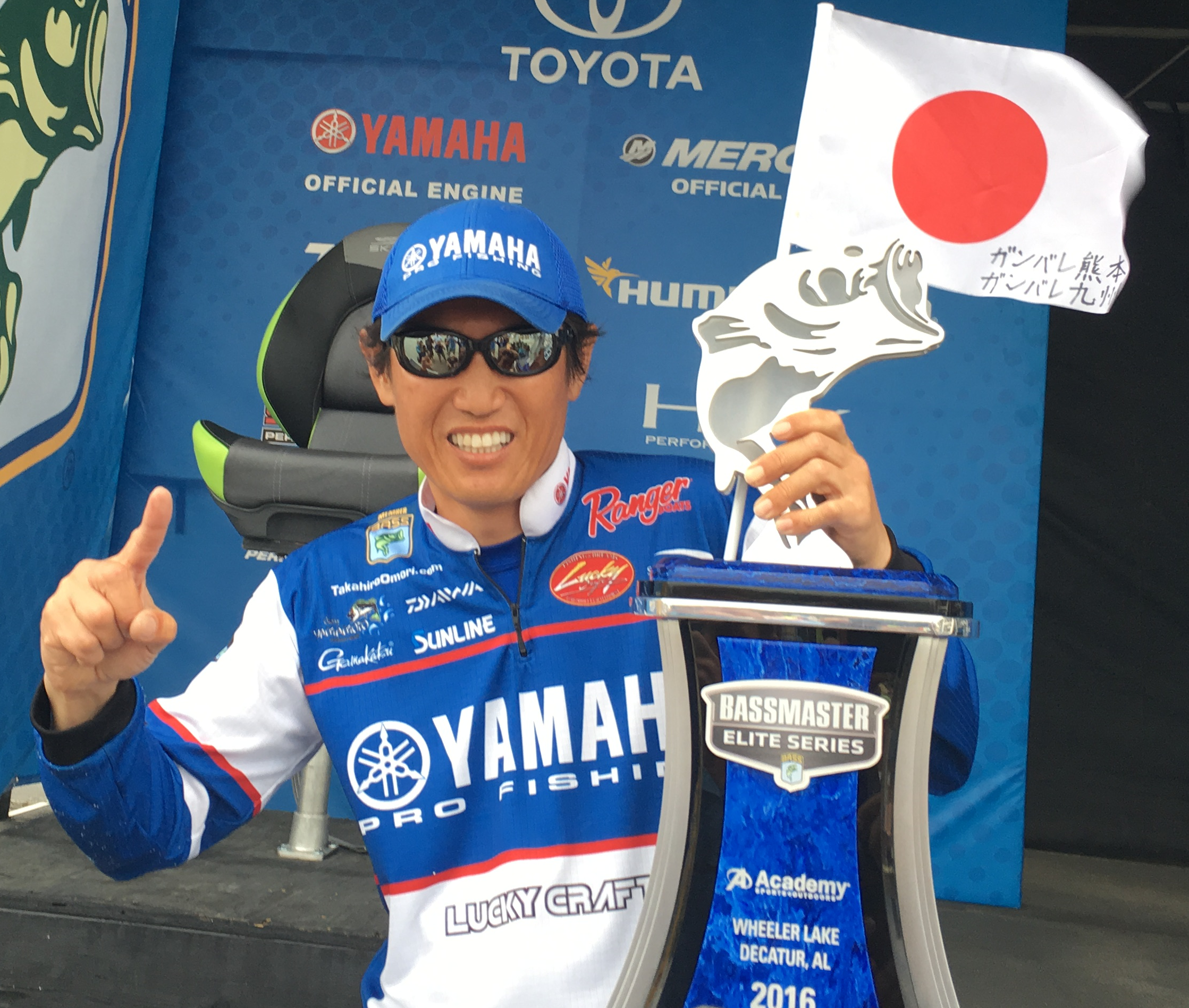
2016 Bassmaster Elite, Lake Wheeler, AL 優勝時

大森 貴洋（おおもり たかひろ、1970年9月4日 - ）は、アメリカで活動しているプロフェッショナルアングラー。「バストーナメントプロ」と呼ばれ、アメリカのバス釣りトーナメントに参戦し続けている。

## プロフィール
東京都港区生まれ。父親の転勤に伴い、幼少時に愛知県豊橋市へ引っ越し、魚釣りを始めた。9歳で初めてブラックバスを釣り、15歳でジュニアトーナメントに出場し、18歳で日本のプロトーナメントで優勝した。また、小学生から剣道を、中学生から居合道を習い、市内の数々の大会で、団体戦のメンバーとして優勝した。その後、剣道・居合道ともに初段を取得している。
愛知県立時習館高等学校を卒業後には大学へは進学せず、本場アメリカでブラックバスを釣るトーナメントで全米各地を転戦（ツアー）し、賞金を稼いで収入を得る「バストーナメントプロ」になる計画書を作成し、その道を目指した。釣り具屋と飲食店でアルバイトをして資金を貯めた後、21歳でアメリカへ渡った。
渡米後、下部カテゴリーのトーナメントに出場・入賞して徐々に賞金を得はじめた。また、オフシーズンにはフロリダ州にあるIMGアカデミーに10年ほど通い、メンタル・フィジカル・栄養学などを受講し、勉強・トレーニングを続けた。下部のトーナメントを転戦して入賞を積み重ねた結果、ランキング上位になり、トップカテゴリーのB.A.S.S. エリートツアー、FLWツアーに昇格した。トップカテゴリーのトーナメントでも入賞を重ねた。
渡米から12年後の2004年（当時33歳）、全米頂点の歴史あるトーナメントである第34回バスマスタークラシックを制覇し、正真正銘のバス釣り世界チャンピオンになった。バスマスタークラシックを含め、トップカテゴリーのバス釣りトーナメントで、通算10回優勝している。
　現在も全米最高峰のカテゴリーであるバス釣りトーナメント、 MLF（ メジャーリーグフィッシング ） / バスプロツアーに、スポンサーからの契約金・トーナメントの賞金で収入を得ながら、参戦を続けている。

## 趣味
- F1レース観戦（世界中のサーキットでの現地観戦）
- カートレース

## 来歴
- MLF & B.A.S.S. & FLW Tournaments Number of tournaments won : 10

1996 B.A.S.S. Missouri Invitational, Lake Of the Ozarks, Mo.
2001 B.A.S.S .Texas Invitational, Sam Ryburn, Tx.
2001 FLW Tour, Lake Martin, Al. 
2004 Bassmaster Classic, Lale Wylie, NC.
2005 Bassmaster Tour, Lake Toho, Fl.　
2005 B.A.S.S. Open, Lake Norfork, Ark.
2016 Bassmaster Elite, Lake Wheeler, AL
2018 Bassmaster Elite, Lake Martin, AL
2019 MLF Summit Cup, Lake of the Ozarks, MO
2020 MLF Patriot Cup, Kissimmee, FL
- Number of times qualify for MLF Redcrest : 3 ( 2019,2020,2021 )
- Number of times qualify for MLF World Championship: 2 (2018, 2019)
- Number of times qualify for Bassmaster Classic : 12

```
(2001,2003,2004,2005,2007,2008,2010,2012,2013,2014,2015,2017)
```

- Number of times qualify for FLW CUP : 7

```
(1997,2000,2001,2002,2004,2005,2009)
```

## スポンサー
- Daiwa
- Showa Denki Group（ SDG-Marine ）
- Lucky Craft
- Gamakatsu
- Sunline
- Yamaha
- Ranger Boats
- Tiemco（ Sight Master Sunglasses ）

## 雑誌・連載
- 大森貴洋のON THE ROAD ( Basser、つり人社 )

## 出演番組
- テレビ大阪 THE フィッシング